# Photograph (canción de Ed Sheeran)
"Photograph" es una balada del cantautor Ed Sheeran, con una producción de Jeff Bhasker y Emile Haynie y fue coescrita por el miembro de Snow Patrol, Johnny McDaid. La canción fue lanzada como una descarga digital en iTunes Store el 20 de junio de 2014, siendo el séptimo de siete sencillos promocionales de su segundo álbum de estudio x. Entró al UK Singles Chart en el número 43.

## Canción y lanzamiento
En febrero de 2013, Sheeran tocó una versión demo de la canción a una estación de radio alemana siendo grabada pero privada. Comentó que pensó que cambiaría su carrera. La canción es pop rock con influencias de soft rock y country.
"Photograph" es una canción grabada por el cantante y compositor inglés Ed Sheeran por su segundo álbum de estudio, x (2014). Sheeran coescribió la canción con miembro de Snow Patrol Johnny McDaid, que tenía un lazo de piano sobre el que desarrolló la composición. Después de grabar varias versiones con otros productores, Sheeran, finalmente, solicitó la ayuda de Jeff Bhasker; la colaboración generó una versión que Bhasker reforzada durante meses. La balada deriva su música principalmente de una guitarra acústica, piano y batería programadas. Con visualmente descriptivas letras, se discute una relación a larga distancia inspirado en la propia experiencia del Sheeran de estar lejos de su entonces novia mientras estaba de gira.
La canción recibió comentarios generalmente positivas de los críticos que tomó nota de las letras y el uso de las imágenes Sheeran. "Fotografía" servido como el quinto y último sencillo del álbum. Alcanzó los cinco primeros en las principales listas de singles en más de cinco países. En los EE. UU., donde alcanzó el número diez, "Fotografía" se convirtió en el tercer sencillo del álbum que han alcanzado dentro de los diez primeros. En el Reino Unido, alcanzó el número 15 y desde entonces ha sido certificado platino por las ventas de 600.000 unidades. El sencillo también ha sido certificado doble platino en Australia, y platino en Canadá y Nueva Zelanda.
El lanzamiento del sencillo el 11 de mayo de 2015 siguió el estreno del video musical el 9 de mayo de 2015. El vídeo es un montaje de imágenes de la casa real de la infancia de Sheeran, la niñez y la adolescencia, que proporciona una visión sobre sus primeros años, así como su inclinación a la música tocand instrumentos y cariño de Lego. Sheeran interpretó la canción en programas de televisión y en su x Tour, que funcionó desde 2014 hasta 2015.

## Vídeo musical
El vídeo musical de Photograph fue lanzado el 9 de mayo de 2015, obteniendo más de 1 millón de visitas en todo el mundo en menos de 24 horas. El vídeo muestra la infancia y la adolescencia de Sheeran a través de vídeos caseros reales del cantante.

## Recepción
Neil McCormick de The Daily Telegraph comentó que Sheeran "puede deslizarse suavemente a través de los engranajes" durante el álbum, que describe la canción como "baladas soul." Capital FM elogió la canción, y la describió como "belleza inquietante" y "una oda a una chica esperando en su casa por su hombre a que regrese ". 

## Listas
| Listas (2014)                        | Posiciones |
| ------------------------------------ | ---------- |
| Dinamarca (Tracklisten)              | 8          |
| Francia (SNEP)                       | 53         |
| Alemania (Media Control AG)          | 64         |
| España (Top 100 Canciones)           | 45         |
| Suecia (Sverigetopplistan)           | 54         |
| UK Singles (Official Charts Company) | 44         |